# Hnědásek černýšový
Hnědásek černýšový (Melitaea aurelia) je motýl z čeledi babočkovitých. Žije ve Střední Evropě. Jedná se o kriticky ohrožený (CR), vymírající druh.

## Výskyt
Areál rozšíření hnědáska černýšového se rozprostírá od východní Francie přes Belgii po jih střední Evropy a Balkánský poloostrov s výjimkou Řecka. Na východě dosahuje přes teplejší oblasti evropské části Ruska a Kavkaz až po západní Sibiř, severní Kazachstán a Ťan-šan. V severní polovině Německa vymizel.
V České republice, kde byl v minulosti rozšířen v teplejších oblastech po celém území, již na většině známých míst vymizel. V současnosti se v Čechách vyskytuje jen v lounském Středohoří a na Mostecku. Na Moravě je znám z Prostějovska, Moravského krasu, Pálavy a z podhůří Ždánického lesa a Chřibů a z Bílých Karpat. Nově byl zjištěn i na teplých pastvinách na Vsetínsku.

## Popis
Rozpětí křídel tohoto hnědáska je 28–32 mm. Létá v závislosti na stanovišti od června do srpna.

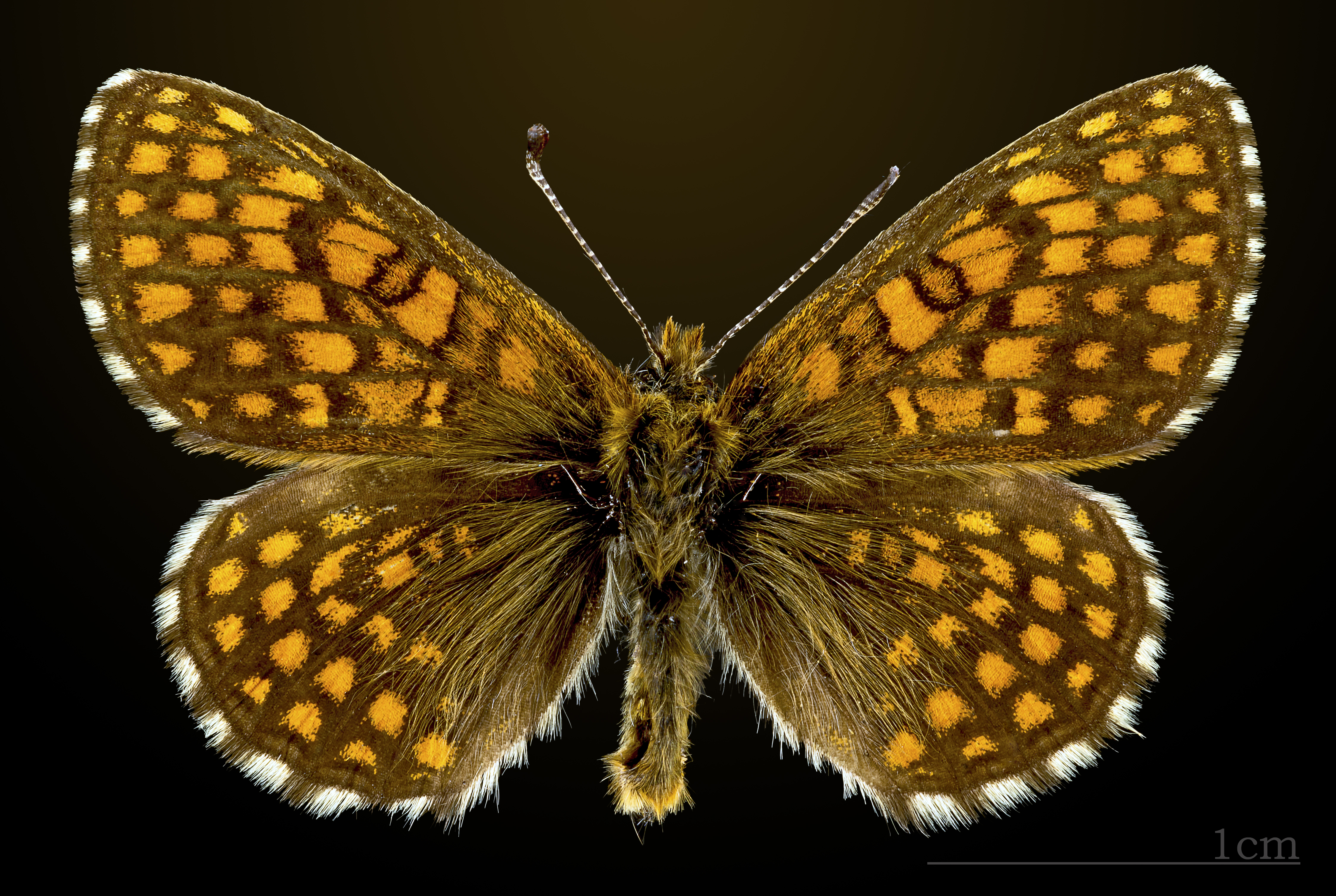
Hnědásek černýšový ♂
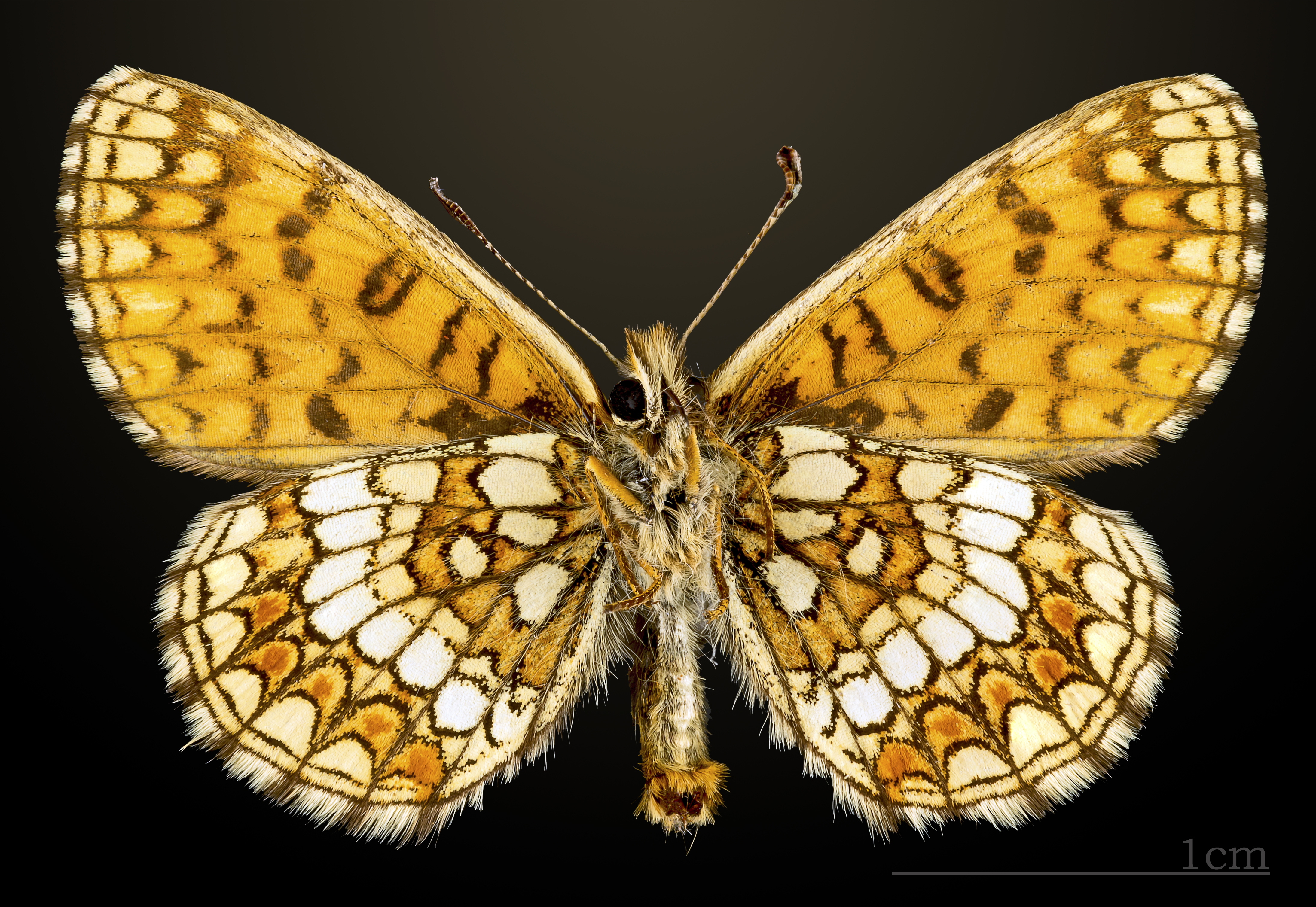
Hnědásek černýšový ♂△

## Ekologie
Druh vyžaduje slunné skalní stepi, sprašové stepi a lesostepi, obvykle obrácené k jihu a porostlé nízkostébelnatou a řídkou křovinatou vegetací.
Housenky se živí na listech jitrocelu kopinatého a jitrocelu prostředního, černýše lučního a kokrhelu menšího.

## Podobné druhy v Česku
- Hnědásek podunajský (Melitaea britomartis)
- Hnědásek jitrocelový (Melitaea athalia)
- Hnědásek rozrazilový (Melitaea diamina)